# Пеулень (Харгіта)
Пеулень, Пеулені (рум. Păuleni) — село у повіті Харгіта в Румунії. Входить до складу комуни Лупень.
Село розташоване на відстані 232 км на північ від Бухареста, 48 км на захід від М'єркуря-Чука, 127 км на схід від Клуж-Напоки, 91 км на північ від Брашова.

## Населення
За даними перепису населення 2002 року у селі проживали 209 осіб, усі — угорці. Усі жителі села рідною мовою назвали угорську.